# Luci de Barcelona
Luci de Barcelona (mort el 69) és una personalitat llegendària, que una tradició tardana documentada en obres historiogràfiques del segle xvi, pretén que fos el cinquè bisbe de Barcelona, en una llista de bisbes imaginaris, mort com a màrtir sota Neró. La seva festivitat es fixà el suposat dies natalis, l'1 d'agost, tal com figura a les obres dels pares bolandistes. La història del sant té un abast local i mai no ha estat reconeguda per l'Església, per la qual cosa, Luci de Barcelona no figura al santoral ni al Martirologi romà. A més, l'aparició tardana de la llegenda ha fet que, en aquest cas, no arrelés a la ciutat, on no ha tingut mai cap devoció popular ni un culte reconegut. Només figura en algunes llistes de bisbes i en alguna pintura que pretenia reconstruir-ne la successió.

## Historicitat
Les primeres fonts que el citen són del segle xvi. Jeroni Pau el cita com a primer bisbe de la ciutat, però situat al segle iv, i Vicenç Domènec i Francisco Diago el citen com a bisbe i màrtir, però no canonitzat oficialment, al segle i. No hi ha, però, cap fonament ni font històrica que doni suport a la teoria; ans al contrari, no es troben mencions de la diòcesi de Barcelona fins al segle iv. Cap breviari de la catedral el cita amb anterioritat al segle xvi. En canvi, no és citat per la pretesa crònica de Luci Flavi Dextre, falsificació que va reescriure la història eclesiàstica hispànica. Els bolandistes van recollir la tradició.
Cap a mitjan segle xvii i al segle xviii, altres autors van encarregar-se de demostrar la inconsistència d'aquestes atribucions, però van continuar mantenint-se en alguns santorals i històries locals.
Segons la llegenda, creada per tal d'endarrerir els orígens del bisbat de Barcelona fins als temps apostòlics, donant-li així més prestigi i preeminència sobre d'altres, Luci va succeir vers el 60 el bisbe Teòtic, també inexistent, i va ésser bisbe fins a la seva mort en l'any 69 durant la persecució de Neró. El succeí el també llegendari bisbe Toca o Fuca.